# Liste d'espèces d'amphibiens décrites entre 1996 et 2000
De nouvelles espèces vivantes sont régulièrement définies chaque année.
L'apparition d'une nouvelle espèce dans la nomenclature peut se faire de trois manières principales :
- découverte dans la nature d'une espèce totalement différente de ce qui est connu jusqu'alors,
- nouvelle interprétation d'une espèce connue qui s'avère en réalité être composée de plusieurs espèces proches mais cependant bien distinctes. Ce mode d'apparition d'espèce est en augmentation depuis qu'il est possible d'analyser très finement le génome par des méthodes d'étude et de comparaison des ADN, ces méthodes aboutissant par ailleurs à des remaniements de la classification par une meilleure compréhension de la parenté des taxons (phylogénie). Pour ce type de création de nouvelles espèces, deux circonstances sont possibles : soit une sous-espèce déjà définie est élevée au statut d'espèce, auquel cas le nom, l'auteur et la date sont conservés, soit il est nécessaire de donner un nouveau nom à une partie de la population de l'ancienne espèce,
- découverte d'une nouvelle espèce par l'étude plus approfondie des spécimens conservés dans les musées et les collections.

Ces trois circonstances ont en commun d'être soumises au problème du nombre de spécialistes mondiaux compétents capables de reconnaître le caractère nouveau d'un spécimen. C'est une des raisons pour lesquelles le nombre d'espèces nouvelles chaque année, dans une catégorie taxinomique donnée, est à peu près constant. 
Pour bien préciser le nom complet d'une espèce, le (ou les) auteur(s) de la description doivent être indiqués à la suite du nom scientifique, ainsi que l'année de parution dans la publication scientifique. Le nom donné dans la description initiale d'une espèce est appelé le basionyme. Ce nom peut être amené à changer par la suite pour différentes raisons.
Dans la mesure du possible, ce sont les noms actuellement valides qui sont indiqués, ainsi que les découvreurs, les pays d'origine et les publications dans lesquelles les descriptions ont été faites.

## Espèces décrites en 1996
- Batrachoseps gabrieli Wake, 1996

Pléthodontidé.
- Bolitoglossa longissima McCranie et Cruz-Diaz, 1996

Pléthodontidé.
- Pseudoeurycea ahuitzotl, 1996

Pléthodontidé.

## Espèces décrites en 1997
- Bolitoglossa decora McCranie et Wilson, 1997

Pléthodontidé.
- Nototriton lignicola McCranie et Wilson, 1997

Pléthodontidé.
- Plethodon ventralis, 1997

Pléthodontidé.
- Amolops archotaphus (Inger et Chan-ard, 1997)

Ranidé.

## Espèces décrites en 1998
- Vibrissaphora echinata (Dubois et Ohler, 1998)

Mégophryidé.
Basionyme : Leptobrachium echinatum Dubois et Ohler, 1998
- Leiopelma pakeka Bell, Daugherty et Hay, 1998.

Léiopelmatidé découvert - et endémique - de l'île Maud, en Nouvelle-Zélande .
- Batrachoseps diabolicus, Jockusch, Wake et Yanev, 1998

Pléthodontidé.
- Batrachoseps gregarius Jockusch, Wake et Yanev, 1998

Pléthodontidé.
- Batrachoseps kawia Jockusch, Wake et Yanev, 1998

Pléthodontidé.
- Batrachoseps regius Jockusch, Wake et Yanev, 1998

Pléthodontidé.
- Cryptotriton wakei (Campbell et Smith, 1998

Pléthodontidé.
- Nototriton limnospectator McCranie, Wilson et Polisar, 1998

Pléthodontidé.
- Plethodon ainsworthi Lazell, 1998

Pléthodontidé.
- Thorius lunaris, 1998

Pléthodontidé.
- Thorius magnipes, 1998

Pléthodontidé.
- Thorius minydemus, 1998

Pléthodontidé.
- Thorius munificus, 1998

Pléthodontidé.
- Thorius spilogaster, 1998

Pléthodontidé.

## Espèces décrites en 1999
- Hylarana attigua (Inger, Orlov et Darevsky,1999)

Ranidé.
- Philautus abditus Inger, Orlov et Darevsky, 1999

Rhacophoridé
- Telmatobius dankoi, 1999
- Tepuihyla celsae, 1999
- Aneides vagrans Wake et Jackman, 1999

Pléthodontidé.
- Bolitoglossa mombachoensis Köhler et McCranie, 1999

Pléthodontidé.
- Bolitoglossa spongai Barrio-Amorós et Fuentes-Ramos, 1999

Pléthodontidé.
- Bolitoglossa synoria McCranie et Köhler, 1999

Pléthodontidé.
- Plethodon virginia, 1999

Pléthodontidé.
- Plethodon electromorphus, 1999

Pléthodontidé.
- Thorius grandis, 1999

Pléthodontidé.
- Thorius infernalis, 1999

Pléthodontidé.
- Thorius omiltemi, 1999

Pléthodontidé.

### Sous-espèces décrites en 1999
- Triturus carnifex macedonicus Arntzen et Wallis, 1999

Salamandridé découvert dans les Balkans.
- Triturus karelinii arntzeni Litvinchuk, Borkin, Dzukic et Kalezic, 1999)

Salamandridé découvert dans les Balkans.

## Espèces décrites en 2000
- Eleutherodactylus catalinae Campbell et Savage, 2000

Leptodactylidé.
- Eleutherodactylus charadra Campbell et Savage, 2000

Leptodactylidé.
- Eleutherodactylus epacrus Lynch et Suárez-Mayorga, 2000

Leptodactylidé.
- Hyla pseudomeridiana Cruz, Caramaschi et Dias, 2000

Hylidé.
- Hyla yaracuyana Mijares-Urrutia et Rivero, 2000

Hylidé.
- Rana albotuberculata, 2000
- Ptychadena wadei, 2000
- Pelodytes ibericus Sánchez-Herraíz, Barbadillo, Machordom et Sanchíz, 2000

Pélodytidé découvert en Espagne et au Portugal. Populations primitivement confondues avec Pelodytes punctatus. Localité type : Réserve Biologique Doñana, province de Huelva (Espagne).
- Dendrobates claudiae Jungfer, Lötters et Jörgens, 2000

Dendrobatidé.
- Eurycea chisholmensis Chippindale, Price, Wiens et Hillis, 2000

Pléthodontidé.
- Eurycea naufragia Chippindale, Price, Wiens et Hillis, 2000

Pléthodontidé.
- Eurycea tonkawae Chippindale, Price, Wiens et Hillis, 2000

Pléthodontidé.
- Nototriton gamezi Garcia-París et Wake, 2000

Pléthodontidé.
- Nototriton stuarti Wake et Campbell, 2000

Pléthodontidé.
- Oedipina maritima Garcia-París et Wake, 2000

Pléthodontidé.
- Oedipina savagei Garcia-París et Wake, 2000

Pléthodontidé.
- Nototriton gamezi Garcia-París et Wake, 2000

Pléthodontidé.
- Plethodon cheoah, 2000

Pléthodontidé.
- Plethodon amplus, 2000

Pléthodontidé.
- Plethodon meridianus, 2000

Pléthodontidé.
- Plethodon montanus, 2000

Pléthodontidé.

### Sous-espèces décrites en 2000
- Lissotriton vulgaris schmidtlerorum (Thorn et Raffaelli, 2000)

Salamandridé découvert en Turquie.